# Strikeforce
Strikeforce was een Amerikaanse mixed martial arts-organisatie. Strikeforce werd in 1985 opgericht als kickboks-organisatie maar begon in 2006 ook MMA-wedstrijden te organiseren. Later werd Strikeforce een van de grootste MMA-organisaties ter wereld en had de hoogste vrouwendivisie. Het had in San Jose, Californië haar thuisbasis en werd in 2011 eigendom van Zuffa, LLC, een Amerikaans sportpromotiebedrijf die ook de UFC bezit. De bestuursvoorzitter van Strikeforce was Scott Coker. De evenementen werden rechtstreeks uitgezonden op de Amerikaanse televisiezenders Showtime en CBS, die beide in het bezit zijn van CBS Corporation.

## Geschiedenis
Strikeforce werd in 1985 opgericht als kickboks-organisatie. In 2006 werd het eerste MMA-evenement gehouden onder de noemer Strikeforce: Shamrock vs. Gracie, waarbij de hoofdattractie een ontmoeting was tussen voormalig UFC-kampioen Frank Shamrock en BJJ-specialist Cesar Gracie. Dit evenement was het eerste gereguleerde MMA-evenement in de staat Californië. Strikeforce brak het bezoekersrecord voor MMA-evenementen met 18,265 bezoekers. Sinds 2008 organiseert Strikeforce ook evenementen buiten Californië.
In 2008 begon Strikeforce tv-deals te sluiten. Dit deden zij eerst met NBC waar hoogtepunten en vechters-profielen uitgezonden werden. In februari 2009 breidde Strikeforce zich verder uit door verschillende bekende vechters over te nemen van het failliete EliteXC zoals Jake Shields, Nick Diaz, Scott Smith en Robbie Lawler. Ook tekende men een 3-jarig contract met Showtime waarbij er 16 evenementen per jaar rechtstreeks uitgezonden mochten worden. CBS mocht tevens 4 evenementen uitzenden, maar niet rechtstreeks. Strikeforce vormde ook ShoMMA: Strikeforce Challengers; een competitie waarin jonge talenten zich konden opwerken naar de eigenlijke Strikeforce-divisie.
In augustus 2009 kondigde bestuursvoorzitter Scott Coker aan dat men ging samenwerken met MMA-organisaties Dream uit Japan en het Russische M-1 Global. Hierdoor werd het mogelijk om "superfights" te houden tussen kampioenen over de hele wereld.
Sinds 15 augustus 2009 was het ook mogelijk om Strikeforce-evenementen vanuit de hele wereld (Europa, Japan, Brazilië en Canada) te volgen via het internet, waarbij de kijker zelf kon kiezen vanuit welke camerahoek het gevecht werd getoond. Hierbij behoorde ook de "cage cam"; een klein cameraatje wat de scheidsrechter op zijn hoofd draagt.
Strikeforce had enkele grote sponsorcontracten. Rockstar Energy Drink was de officiële energiedrank van Strikeforce. Andere sponsoren waren Electronic Arts, Bodog en Full Tilt Poker.
Bekende vechters die in 2009 een contract tekenden bij Strikeforce waren Fedor Emelianenko, Gegard Mousasi, Dan Henderson, Marius Žaromskis, Muhammed Lawal, Melvin Manhoef, Nick Diaz, KJ Noons, Bobby Lashley en Tyron Woodley.

### Eerste kampioenschap voor vrouwen
In juni 2009 kondigde Strikeforce haar eerste titelgevecht voor vrouwen aan, tussen Gina Carano en Cris "Cyborg" Santos in de middengewicht-klasse (61–66 kg). Het was ook de eerste keer in de geschiedenis dat een wedstrijd tussen vrouwen het hoofdevenement was bij een grote MMA-organisatie. Santos won de wedstrijd via een technische knock-out in de allerlaatste seconde van de eerste ronde.
Het volgende gevecht van Santos, op 30 januari 2010, vond plaats in het eerste Strikeforce-evenement in Florida. Ze versloeg hierbij de Nederlandse Marloes Coenen.

### Fedor Emelianenko
Op 3 augustus 2009 tekende de Russische levende legende Fedor Emelianenko een contract voor 3 gevechten. Op 7 november in hetzelfde jaar stond hij tegenover de ongeslagen Brett Rogers. Het gevecht ging tevens om de WAMMA-titel in het zwaargewicht. Fedor won via knock-out in de 2de ronde. Het contracteren van Fedor bleek een schot in de roos te zijn; het evenement trok bijna 5,5 miljoen kijkers.
Fedor zijn volgende gevecht, op 26 juni 2010, was tegen de Braziliaan Fabricio Werdum. Werdum won via een combinatie van een verwurging en armklem (genaamd de triangle-armbar) in de eerste ronde, waarmee hij de eerste persoon werd die Fedor echt wist te verslaan. De enige andere keer dat Fedor een partij verloor was vanwege een snee in het gezicht waarmee hij niet verder mocht van de ringarts. De snee was echter bekomen door een illegale elleboog, maar het betrof een toernooi en een van de twee moest doorgaan naar de volgende ronde.

### Overname door Zuffa
In maart 2011 kwam het onverwachte nieuws naar buiten dat Strikeforce was opgekocht door Zuffa, eigenaar van de UFC, dat als grootste concurrent van Strikeforce gold. Op dat moment functioneerden beide organisaties nog apart; zowel UFC- als Strikeforce-contracten bleven bestaan. Bij fans was er echter het vermoeden dat Strikeforce binnen een paar jaar opgedoekt zou worden. Dit vermoeden werd sterker toen Strikeforce kampioen weltergewicht Nick Diaz in juni 2011 na overleg met UFC-voorzitter Dana White besloot om zijn titel te laten vallen, zodat hij tegen UFC-kampioen Georges St-Pierre voor de UFC-weltergewichttitel kon strijden.
Ook kampioen in het lichtgewicht Gilbert Melendez gaf aan aangegeven dat hij graag de overstap zou willen maken naar de UFC. Kampioen in het zwaargewicht Alistair Overeem vond dat de winnaar van het nog lopende Strikeforce Zwaargewichttoernooi zou mogen vechten voor de UFC-titel.

### World Heavyweight Grand Prix
Op 12 februari 2011 kondigde Strikeforce aan dat zij een toernooi zouden organiseren voor de zwaargewichten. Hiermee probeerden zij een vuist te maken tegen UFC, dat op dat moment een veel groter publiek trok voor haar evenementen dan Strikeforce. Er werden 8 vechters geselecteerd, waaronder grootheden als Fedor Emelianenko (voormalig Pride-kampioen), Josh Barnett (voormalig UFC-kampioen), Andrei Arlovski (voormalig UFC-kampioen) en Fabricio Werdum (UFC-veteraan en meervoudig wereldkampioen grappling). Ook Alistair Overeem, die op dat moment kampioen zwaargewicht in Strikeforce was, deed mee zonder dat zijn kampioenschap op het spel stond. Naast Strikeforce-kampioen was hij op dat moment tevens Dream-kampioen (MMA) en K-1 Grand Prix-kampioen (kickboksen). De overige deelnemers waren voormalig EliteXC-kampioen Antonio "Bigfoot" Silva, Pride-veteraan Sergei Kharitonov en voormalig Strikeforce titelkandidaat Brett Rogers.
In tegenstelling tot de andere gewichtsklassen in Strikeforce werd het zwaargewicht door velen gezien als een divisie dat zich qua niveau kon meten met de machtige UFC. Het toernooi kreeg dan ook veel aandacht van de MMA-media. De grote favorieten om het toernooi te winnen waren Fedor Emelianenko en Alistair Overeem.

#### Kwartfinales
De eerste kwartfinales vonden plaats in het evenement Strikeforce / M-1 Global: Fedor vs. Silva op 12 februari 2011. Er waren 3 reserve-gevechten en 2 kwartfinales. De reserve-gevechten werden gewonnen door Valentijn Overeem, Chad Griggs en Shane Del Rosario. In de eerste kwartfinale versloeg Sergei Kharitonov met gemak de Witrus Andrei Arlovski via knock-out. 
In de tweede kwartfinale werd een van de grote favorieten van het toernooi, Fedor Emelianenko, verslagen door de Braziliaan Antonio Silva. Silva had Fedor enkele harde klappen op het oog gegeven, waardoor het oog dichtgezwollen was. De ringarts gaf daarom het sein aan de scheidsrechter dat hij niet verder mocht en Silva was door naar de halve finale.
Pas vier maanden later, op 18 juni 2011, werden de overige twee kwartfinales gehouden en nog twee reserve-gevechten. Inmiddels was Strikeforce opgekocht door haar grootste concurrent, Zuffa. De reserve-gevechten werden gewonnen door Chad Griggs, die de Nederlander Valentijn Overeem versloeg, en voormalig Olympisch worstelaar Daniel Cormier. 
De derde kwartfinale in het toernooi ging tussen Josh Barnett en Brett Rogers. Barnett had weinig moeite met Rogers en wist hem vroeg in de 2de ronde af te laten kloppen.
De laatste kwartfinale ging tussen Alistair Overeem en Fabrício Werdum. Overeem werd op dat moment gezien als de beste kickbokser ter wereld aangezien hij in december 2010 de K-1 World Grand Prix had gewonnen. Werdum had enkele wereldtitels behaald in het grappling en werd daarom gezien als een van de beste grondvechters ter wereld. Het gevecht werd gekenmerkt door de "clash of styles"; Overeem wilde het gevecht staand houden en Werdum wilde naar de grond. Beide vechters waren na 1 ronde duidelijk vermoeid omdat zij de ander continu hun eigen domein probeerden te trekken. Hierdoor werd er weinig gestoten en getrapt en op de grond werd er voornamelijk uitgerust. Uiteindelijk moest de jury beslissen wie verder mocht naar de halve finale. Zij kozen unaniem voor Overeem.
Als uitzondering op de normale regelgeving konden deze 2 kwartfinales door middel van sudden death beslist worden. Bij een gelijkspel zou er dan een vierde ronde bij komen waarbij de winnaar van die ronde ook het gevecht zou winnen.

#### Halve finales
Op 18 juli 2011 werd bekend dat Alistair Overeem uit het toernooi was gezet. Volgens Overeem had hij een teenblessure opgelopen en zou niet volledig hersteld zijn op de datum waarop Strikeforce de halve finale wilde plannen. Hij werd vervangen door reserve Daniel Cormier. Cormier werd gezien als underdog omdat hij pas in 2009 was begonnen met MMA. Toch versloeg hij Antonio Silva via knock-out in de eerste ronde.
De andere halve finale, de wedstrijd tussen Josh Barnett en Sergei Kharitonov, werd op 10 september 2011 gehouden. Barnett won via een arm-triangle choke in de eerste ronde.

#### Finale
De finale van het toernooi werd pas op 19 mei 2012 gehouden. Door de lange tijd die tussen de halve finale en finale zat, alsmede door het uitvallen van favorieten Overeem en Emelianenko, was de interesse van het publiek en de media voor het toernooi verminderd. In de finale gooide Cormier hoge ogen door veteraan en voormalig UFC-kampioen Barnett vijf ronden lang te domineren. Hij won de wedstrijd via een unanieme jurybeslissing. De volgende dag werd bekendgemaakt dat beide vechters een gebroken hand hadden opgelopen tijdens het gevecht.

### Opheffing
Op 12 januari 2013 werd Strikeforce definitief opgeheven. De contracten van de meest succesvolle en veelbelovende vechters werden per direct overgenomen door de UFC. De vechters die kampioen waren op het moment van de opheffing waren Luke Rockhold (middengewicht), Tarec Saffiedine (weltergewicht), Gilbert Melendez (lichtgewicht) en Ronda Rousey (vrouwelijk bantamgewicht). Alistair Overeem (zwaargewicht) en Dan Henderson (lichtzwaargewicht) waren inmiddels al vertrokken naar de UFC. Cristiane "Cyborg" Justino (toen nog Santos), kampioen in het vrouwelijk vedergewicht, had de organisatie ook vroegtijdig verlaten. Alleen Ronda Rousey werd direct tot UFC-kampioene gekroond omdat er nog geen vrouwelijke bantamgewicht-divisie was binnen de UFC. De andere kampioenen werden in de UFC hoog in hun divisies geplaatst.
Scott Coker werd later bestuursvoorzitter van Bellator MMA.

## Regels
De regels die in Strikeforce golden waren opgesteld door de New Jersey State Athletic Control Board (SACB). Strikeforce nam deze regels aan sinds de overname door Zuffa. Daarvóór mocht er niet gestoten worden met de ellebogen wanneer het gevecht op de grond plaatsvond. Deze Unified Rules of Mixed Martial Arts waren overgenomen door andere Amerikaanse staten die MMA reguleerden, waaronder Nevada, Louisiana en Californië. De regels werden door vele andere organisaties in de VS gehanteerd en werden verplicht voor de staten die de regels overnamen. Zo werden ze de de facto-regels voor het professionele MMA in de VS.

### Rondes
Een ronde in een Strikeforce-wedstrijd duurde vijf minuten. Titelgevechten hebben vijf ronden, andere wedstrijden hebben drie ronden. Tussen de ronden wordt er een minuut gepauzeerd.

### Gewichtsklassen
Strikeforce hanteerde 7 gewichtsklassen:
Mannen
- Lichtgewicht (66–70 kg)
- Weltergewicht (70–77 kg)
- Middengewicht (77–84 kg)
- Lichtzwaargewicht (84–93 kg)
- Zwaargewicht (93–120 kg)

Vrouwen
- Bantamgewicht (57–61 kg)
- Vedergewicht (61–66 kg)

### Kooi
Strikeforce gebruikte een zeshoekige kooi als gevechtsomgeving waarmee zij verschilden van het Octagon van de UFC dat achthoekig is. De kooi bestond uit een zeszijdig met vinyl bedekt metalen hekwerk. Bovenop was het hekwerk met schuimrubber bedekt. De mat werd voor elke wedstrijd vervangen.

### Kleding
Alle vechters moesten in de toegestane korte broekjes vechten, zonder schoenen en enige vorm van voetbedekking. Shirts, uniformen en lange broeken waren niet toegestaan. Vechters moesten officiële lichte handschoenen (113-170 g) dragen waarbij de vingers grotendeels vrij bleven. De handschoenen stonden harde stoten toe, terwijl het risico op blessures minder groot was dan bij blote handen.

### Beslissing
Een wedstrijd werd meestal besloten/beëindigd door:
- Opgave van de tegenstander, die aan zijn tegenstander verbaal of via (driemaal of meer) afkloppen aangeeft niet meer verder te kunnen/willen vechten.
- Een knock-out (K.O.), een vechter gaat na een toegestane klap door de tegenstander neer en is bewusteloos of niet in staat direct het gevecht te hervatten.
- Een technische knock-out (T.K.O.), het gevecht wordt door de scheidsrechter beëindigd, als deze van mening is dat de vechter zich niet meer kan verdedigen; als waarschuwingen aan het adres van een vechter om zijn vechthouding/verdediging te verbeteren niet worden opgevolgd (doorgaans worden er twee waarschuwingen met tussenpoos van vijf seconden gegeven); als een bij het gevecht aanwezige arts het onverantwoord vindt dat een vechter de wedstrijd voortzet als gevolg van een blessure.
- Een jurybeslissing, afhankelijk van de score eindigt de wedstrijd met een:
  - unanimous decision (alle drie de scheidsrechters noteren winst voor één vechter),
  - majority decision (twee scheidsrechters noteren winst voor één vechter, een scheidsrechter een gelijkspel),
  - split decision (twee scheidsrechters noteren winst voor één vechter, een scheidsrechter voor de andere vechter),
  - unanimous draw (alle drie de scheidsrechters noteren een gelijkspel),
  - majority draw (twee scheidsrechters noteren een gelijkspel),
  - split draw (het totaal aantal punten voor elke vechter is gelijk).

Een gevecht kon ook eindigen met een technische beslissing, technisch gelijkspel, een diskwalificatie, het verspelen van het gevecht, of 'no contest' (wedstrijd gestaakt of uitslag geschrapt).

### Jurycriteria
Er was een tienpuntensysteem van toepassing op alle Strikeforce-gevechten; drie juryleden noteerden elke ronde een winnaar, die tien punten kreeg, de verliezer van een ronde kreeg negen punten of minder. Als de ronde gelijk was, kregen beide vechters tien punten. In New Jersey mocht de verliezer niet minder dan zeven punten krijgen, in andere staten was het ongewoon om een vechter minder dan zeven punten toe te kennen.

### Overtredingen
De Nevada State Athletic Commission merkte de volgende handelingen als overtredingen aan:
- Kopstoten
- Het aanvallen van de ogen
- Bijten
- Aan de haren trekken
- Fish hooking, het stoppen van (een) vinger(s) in de mond, neusgaten of andere lichaamsholten van de tegenstander
- Het aanvallen van de geslachtsdelen
- Het stoppen van (een) vinger(s) in sneeën of verwondingen anderzijds van de tegenstander
- Het verdraaien van, trekken aan of buigen van vingers en tenen
- Klappen op de achterkant van het hoofd of op de ruggengraat
- Naar beneden gerichte aanvallen met de punt van de elleboog
- Aanvallen naar de keel en het vastgrijpen van de luchtpijp
- Krabben, knijpen en verdraaien van de huid
- Het sleutelbeen vastgrijpen
- Het naar het hoofd trappen van een op de grond liggende tegenstander
- Het met de knieën naar het hoofd van een op de grond liggende tegenstander uithalen
- Het met de hiel/hak of voet vertrappen van een op de grond liggende tegenstander
- Het met de hiel/hak trappen naar de nieren
- Het op het hoofd van de en op de nek van de tegenstander gaan zitten/knielen
- Het uit de ring/kooi werpen van de tegenstander
- Het broekje of de handschoenen van de tegenstander vastgrijpen
- Spugen naar een tegenstander
- Onsportief gedrag jegens een tegenstander vertonen dat in een blessure kan resulteren
- Het vastgrijpen van de touwen of het hekwerk
- Het in de ring uiten van krachttermen, schelden
- Het tijdens de pauze aanvallen van de tegenstander
- Het aanvallen van de tegenstander wanneer de scheidsrechter zich met deze bezigt
- Het na de bel/gong aanvallen van de tegenstander
- Het negeren van aanwijzingen/instructies van de scheidsrechter
- Passieve houding, vermijden van contact met de tegenstander, het opzettelijk of voortdurend uitspuwen van de gebitsbeschermer en het simuleren van een blessure
- Tussenkomst vanuit de hoek
- De handdoek in de ring werpen tijdens de wedstrijd

Wanneer een overtreding werd begaan, mocht de scheidsrechter als straf punten aftrekken. Als de tegenstander bij de overtreding betrokken werd, kon er diskwalificatie volgen wanneer er sprake was van een opzettelijke overtreding, of een 'no contest' als er sprake was van een onopzettelijke overtreding. Als een overtreding tot gevolg had dat de tegenstander het gevecht niet kon voortzetten, eindigde het gevecht met een technische beslissing en winst voor de tegenstander als deze op punten voorstond, anders eindigde het gevecht met een technisch gelijkspel.

## Kampioenen

### Laatste kampioenen
| Mannen             | Gewicht   | Kampioen          | Titelverdediging |
| ------------------ | --------- | ----------------- | ---------------- |
| Zwaargewicht       | 93–120 kg | Alistair Overeem  | 1x               |
| Licht-zwaargewicht | 84-93     | Dan Henderson     | 0                |
| Middengewicht      | 77-84     | Luke Rockhold     | 2x               |
| Weltergewicht      | 70-77     | Tarec Saffiedine  | 0                |
| Lichtgewicht       | 66-70     | Gilbert Melendez  | 4x               |
| Vrouwen            | Gewicht   | Kampioen          | Titelverdediging |
| Vedergewicht       | 61–66 kg  | Cristiane Justino | 2x               |
| Bantamgewicht      | 57-61     | Ronda Rousey      | 1x               |

### Eerdere kampioenen
- Rafael Cavalcante
- Marloes Coenen
- Nick Diaz
- Clay Guida
- Eugene Jackson
- Sarah Kaufman
- Muhammed Lawal aka King Mo
- Cung Le
- Gegard Mousasi
- Frank Shamrock
- Jake Shields
- Renato Sobral
- Bobby Southworth
- Ronaldo Souza
- Miesha Tate
- Josh Thomson

### Toernooiwinnaars
- Jorge Santiago (middengewicht)
- Miesha Tate (vrouwen-weltergewicht)
- Daniel Cormier (zwaargewicht)